# Richard Goldschmidt
Richard Benedict Goldschmidt (Fráncfort, 12 de abril de 1878-Berkeley, 24 de abril de 1958) fue un biólogo y genetista alemán.

## Biografía académica
Formado en embriología y morfología, Goldschmidt defiende una tesis sobre el desarrollo del trematodo. A partir de 1915 comienza a investigar la naturaleza y la función de los genes. En 1935 abandona Alemania y se instala en Inglaterra. Un año más tarde es nombrado profesor de la Universidad de Berkeley, donde comienza sus trabajos sobre la drosófila. Las últimas dos décadas de su vida las dedicó al estudio de las mutaciones homeóticas.

## Obra

### Embriología experimental
Richard Goldschmidt rescató la importancia de la embriología experimental para el análisis filogenético. Una de sus ventajas radicaba en la posibilidad de obtener experimentalmente fenocopias: las perturbaciones artificiales del desarrollo podían producir los mismos fenotipos que las mutaciones homeóticas o especies salvajes como la teraltera, donde las alas anteriores se han remplazado por halterios.

### Heterocronía
Goldschmidt fue el primero en postular la existencia de genes responsables de regulación temporal del desarrollo (rate genes) y, por lo tanto, de la heterocronía. Sus conclusiones fueron resultado de sus experimentos con diferentes razas de la mariposa Lymantria, donde descubrió que pequeños cambios en el ritmo de desarrollo pueden provocar grandes diferencias en los patrones de los colores de las orugas. Goldschmidt generalizó esta idea a la totalidad de los genes, suponiendo que estos intervenían en la velocidad y la tasa de las reacciones químicas. En este contexto, la embriología experimental podía desempeñar un papel fundamental en el establecimiento de hipótesis filogenéticas, generando fenocopias similares a los mutantes a través de la variación provocada de la velocidad y las tasas de las reacciones químicas, bien variando la temperatura, bien utilizando distintos productos químicos.

### Concepción de la herencia
Goldschmidt se enfrentó a la concepción de la herencia que reinaba en la genética de los años 30: el cromosoma como un "collar de perlas" (los genes) independientes. Para Goldschmidt, la unidad de herencia era el cromosoma completo y no existían tanto genes particularizados como motivos moleculares cuya modificación (especialmente las que tenían efecto sobre la posición) transformaba el funcionamiento de porciones del cromosoma, generando los mutantes.

### Microevolución y macroevolución
Enfrentándose a la teoría evolutiva sintética Goldschmidt defendió una diferencia fundamental entre la microevolución, responsable de la producción de variedades intraespecíficas, y la macroevolución, causante de la producción de nuevas especies o de nuevos géneros, familias, etc. Para Goldschmidt, la acumulación gradual de pequeñas mutaciones defendida por el neodarwinismo daba correcta cuenta de la microevolución, pero era insuficiente para la comprensión de la especiación. Para ello, postuló dos mecanismos macroevolutivos de tipo saltacionista: la mutación sistémica y las macromutaciones ontogenéticas:
1. Mutaciones sistémicas: Goldschmidt concebía las mutaciones como grandes reconfiguraciones del cromosoma. Una mutación sistémica exitosa consistiría en un cambio de una configuración cromosómica bien integrada a otra igualmente bien integrada; más concretamente, un nuevo fenotipo aparecería cuando una ordenación genotípica estable fuera suficientemente coordinada como para tener un sistema de reacciones químicas capaz de producir suficiente producto como para traspasar un cierto umbral. Así, los cambios genotípicos asociados con una mutación sistémica podrían darse a lo largo de un amplio período de tiempo, pero sus fenotipos aparecerían rápida y abruptamente, cuando se alcanzase tal límite. Estos cambios, a diferencia de las micromutaciones, serían lo suficientemente amplios como para crear una nueva especie.
2. Macromutaciones ontogenéticas: enfrentándose al concepto clásico de gen ("un gen-una enzima"), Goldschmidt propuso que las mutaciones en genes importantes en el desarrollo (como las mutaciones homeóticas en el desarrollo temprano) podían producir amplios efectos filogenéticos que denominó "monstruos prometedores", pues encarnaban grandes cambios fenotípicos que, potencialmente, podrían constituir nuevas especies.

Tanto George Gaylord Simpson como Sewall Wright criticaron la teoría evolutiva de Goldschmidt por no incorporar la dinámica poblacional, en el sentido de que la aparición de un solo mutante no podía considerarse un hecho evolutivo. A partir de los años 1940 y como resultado de su diálogo con Wright, Goldschmidt trató de integrar su modelo con la genética de poblaciones.

## Legado
El problema de la homeosis sería recuperado más adelante por la biología molecular y la biología del desarrollo, pero los trabajos en este campo tuvieron poco que ver con el trabajo experimental de Goldschmidt. No obstante, no son los resultados experimentales de Goldschmidt, sino su trabajo de síntesis entre genética, embriología y más tarde evolución lo que perduró en la historia de la biología: The Material Basis of Evolution fue clave para la incorporación de la homeosis (hasta entonces un problema embriológico) en la genética.
En cuanto a sus teorías macroevolutivas ligadas a la homeosis, ocuparon una posición muy marginal después de su muerte, que coincidió con la época de esplendor de la Síntesis evolutiva moderna. De hecho, Goldschmidt jugó un papel importante como "hereje" en la consolidación de la teoría sintética.
Sólo en la década de los setenta, a partir de la teoría del equilibrio puntuado, las teorías macroevolutivas volvieron a considerarse y entre ellas especialmente las de Goldschmidt. La heterocronía y la hipótesis de los monstruos prometedores volverán a aparecer como posibles mecanismos de especiación rápida.

## Honores

### Eponimia
Género
- (Orchidaceae) Goldschmidtia Dammer[7]